# Travis Gerrits
Travis Gerrits (* 19. Oktober 1991 in Milton) ist ein kanadischer Freestyle-Skier. Er startet in der Disziplin Aerials (Springen).

## Werdegang
Gerrits nahm von 2007 bis 2011 vorwiegend am Nor-Am Cup teil. Dabei gewann er im Dezember 2010 in Apex sein einziges Cupspringen und belegte in der Saison 2009/10 den zweiten Platz in der Aerials-Gesamtwertung. Im Weltcup debütierte er im Januar 2008 in Mont Gabriel und errang dabei den 22. Platz. Drei Jahre später erreichte er in Mont Gabriel mit dem zehnten Platz seine erste Top-Zehn-Platzierung im Weltcup. Bei den anschließenden Freestyle-Skiing-Weltmeisterschaften 2011 in Park City wurde er Sechster. In der Saison 2012/13 erreichte er mit zweiten Plätzen in Val Saint Come und in Deer Valley seine ersten Podestplatzierungen im Weltcup. Bei den Freestyle-Skiing-Weltmeisterschaften 2013 in Voss gewann er die Silbermedaille. Die Saison beendete er auf dem fünften Platz im Aerials-Weltcup. Zu Beginn der folgenden Saison holte er in Peking seinen ersten Weltcupsieg. Bei seiner ersten Olympiateilnahme 2014 in Sotschi wurde er Siebter. Im Aerials-Weltcup kam er wie im Vorjahr auf den fünften Platz. Bei den Freestyle-Skiing-Weltmeisterschaften 2015 am Kreischberg errang er den 12. Platz und bei den Freestyle-Skiing-Weltmeisterschaften 2017 in Sierra Nevada den 19. Platz. Im März 2017 wurde er kanadischer Meister in der Disziplin Aerials.
Gerrits nahm bisher an 45 Weltcups teil und kam dabei 15 Mal unter die ersten zehn (Stand: Saisonende 2016/17).

## Weltcupsiege
Gerrits erreichte 3 Podestplätze, davon 1 Sieg:
| Datum             | Ort    | Land                |
| ----------------- | ------ | ------------------- |
| 22. Dezember 2013 | Peking | Volksrepublik China |

## Weltcup-Gesamtplatzierungen
| Saison  | Gesamt | Gesamt | Aerials | Aerials |
| Saison  | Punkte | Platz  | Punkte  | Platz   |
| ------- | ------ | ------ | ------- | ------- |
| 2007/08 | 2      | 165.   | 17      | 39.     |
| 2008/09 | 4      | 136.   | 21      | 36.     |
| 2009/10 | 3      | 124.   | 20      | 35.     |
| 2010/11 | 15     | 60.    | 106     | 19.     |
| 2011/12 | 10     | 91.    | 95      | 24.     |
| 2012/13 | 39     | 16.    | 274     | 5.      |
| 2013/14 | 39     | 13.    | 197     | 5.      |
| 2014/15 | 16     | 61.    | 115     | 16.     |
| 2015/16 | 24,50  | 47.    | 147     | 11.     |
| 2016/17 | 15     | 90.    | 105     | 19.     |